# Fonction de Dirichlet

Représentation graphique de la fonction de Dirichlet, deux lignes parallèles qui semblent solides. La ligne bleue (resp. rouge) représente les nombres rationnels (resp. irrationnels), qui sont proches les uns des autres dans les réels. Le graphe contient un nombre indénombrable (resp. dénombrable) de trous dans la ligne bleue (resp. rouge), mais comme ils sont de longueur nulle on ne les voit pas.

En mathématiques, la fonction de Dirichlet est la fonction indicatrice 1ℚ de l'ensemble des rationnels ℚ, c'est-à-dire que 1ℚ(x) = 1 si x est un nombre rationnel et 1ℚ(x) = 0 si x n'est un pas un nombre rationnel (c'est-à-dire un nombre irrationnel).
Elle est nommée en l'honneur du mathématicien Peter Gustav Lejeune Dirichlet. C'est un exemple de fonction pathologique qui fournit un contre-exemple à beaucoup de situations.

## Propriétés topologiques
- La fonction de Dirichlet est continue nulle part.

Ses restrictions à l'ensemble des nombres rationnels et à l'ensemble des nombres irrationnels sont constantes donc continues. La fonction de Dirichlet est donc un exemple archétypal du théorème de Blumberg.
- La fonction de Dirichlet peut être construite comme la double limite ponctuelle d'une suite de fonctions continues :

{\displaystyle \forall x\in \mathbb {R} ,\quad \mathbf {1} _{\mathbb {Q} }(x)=\lim _{k\to \infty }\left(\lim _{j\to \infty }\left(\cos(k!\,\pi \,x)\right)^{2j}\right)}.
où k et j sont des entiers. Cela montre que la fonction Dirichlet est une fonction de Baire de classe 2. Il ne peut pas s'agir d'une fonction de Baire de classe 1, car une telle fonction ne peut être discontinue que sur un ensemble maigre.

## Périodicité
Pour tout nombre réel x et tout nombre rationnel strictement positif T, 1ℚ(x + T) = 1ℚ(x). La fonction de Dirichlet est donc un exemple de fonction périodique réelle qui n'est pas constante mais dont l'ensemble des périodes, l'ensemble des nombres rationnels, est une partie dense de ℝ.

## Propriétés d'intégration
- La fonction de Dirichlet n'est intégrable au sens de Riemann sur aucun segment de ℝ alors qu'elle y est bornée car l'ensemble de ses points de discontinuité n'est pas négligeable (pour la mesure de Lebesgue).
- La fonction de Dirichlet fournit un contre-exemple montrant que le théorème de convergence monotone n'est pas vrai dans le cadre de l'intégrale de Riemann.

- La fonction de Dirichlet est intégrable au sens de Lebesgue sur ℝ et son intégrale sur ℝ vaut 0 car elle est nulle sauf sur l'ensemble des nombres rationnels qui est négligeable (pour la mesure de Lebesgue).